# Anolis transversalis
Anolis transversalis (смугастий деревний аноліс) — вид ігуаноподібних ящірок родини анолісових (Dactyloidae). Мешкає в Амазонії.

## Поширення і екологія
Смугасті деревні аноліси мешкають на півдні Колумбії, в Еквадорі і Перу, на півночі Болівії і заході Бразилії. можливо, також у Венесуелі. Вони живуть в кронах вологих тропічних лісах, траляються в підліску. В Перу зустрічаються на висоті до 1235 м над рівнем моря. Живляться жуками, відкладають яйця.